# Lingo
O Lingo é um programa televisivo transmitido pela RTP. É um concurso televisivo que combina a construção de palavras com os princípios do bingo. Orientadas pelo apresentador(a), duas equipas (cada uma constituída por dois elementos), tentam, através da soletração letra a letra, construir palavras.
O concurso estreou às 19h00 com Heitor Lourenço, mas, devido às baixas audiências, o programa passou para as 17h00 e o apresentador foi substituído por Tânia Ribas de Oliveira que conseguiu levantar os resultados, mas que, mais tarde, deu lugar a Isabel Angelino. Serenella Andrade substituiu Isabel enquanto esta esteve em Helsínquia a acompanhar a comitiva portuguesa à Eurovisão.
O Dr.Pedro foi um desenho animado criado para o programa e que co-apresentava, também, o Lingo. 
Durante o Verão de 2007, foram exibidas duas edições do Lingo, mas um com a designação de Lingo - Eu Gosto do Verão. O programa foi transmitido de manhã, logo após à Praça da Alegria, sendo esta edição do Lingo apresentada por José Carlos Malato. Devido às fracas audiências, o concurso matinal saiu do ar após uma semana. Ana Galvão foi a voz-off desta edição.

## Apresentadores
- Heitor Lourenço
- Tânia Ribas de Oliveira
- Isabel Angelino
- José Carlos Malato
- Apresentadora substituta: Serenella Andrade

## Audiência
Na sua estreia obteve 5.3% de audiência média e 21% de share.